# ماكسيميليانو نونيز
ماكسيميليانو نونيز (بالإسبانية: Maximiliano Núñez)‏ هو لاعب كرة قدم أرجنتيني في مركز الوسط، ولد في 17 سبتمبر 1986 في لابلاتا في الأرجنتين. لعب مع إستوديانتيس دي لا بلاتا وسان مارتين دي سان خوان ونادي سبورتينغ كريستال ونادي ميلوناريوس.

## وصلات خارجية
- ماكسيميليانو نونيز على موقع الاتحاد الدولي (مؤرشف)  (الإنجليزية)
- ماكسيميليانو نونيز على موقع قاعدة بيانات كرة القدم.إي يو (الإنجليزية)
- ماكسيميليانو نونيز على موقع Soccerway.com (الإنجليزية)